# فارا الیوانا کن سولا
فارا الیوانا کن سولا (به ایتالیایی: Fara Olivana con Sola) یک کومونه در ایتالیا است که در استان برگامو واقع شده‌است. فارا الیوانا کن سولا ۴٫۹ کیلومتر مربع مساحت و ۱٬۱۹۵ نفر جمعیت دارد و ۱۰۷ متر بالاتر از سطح دریا واقع شده‌است.